# 世界之树

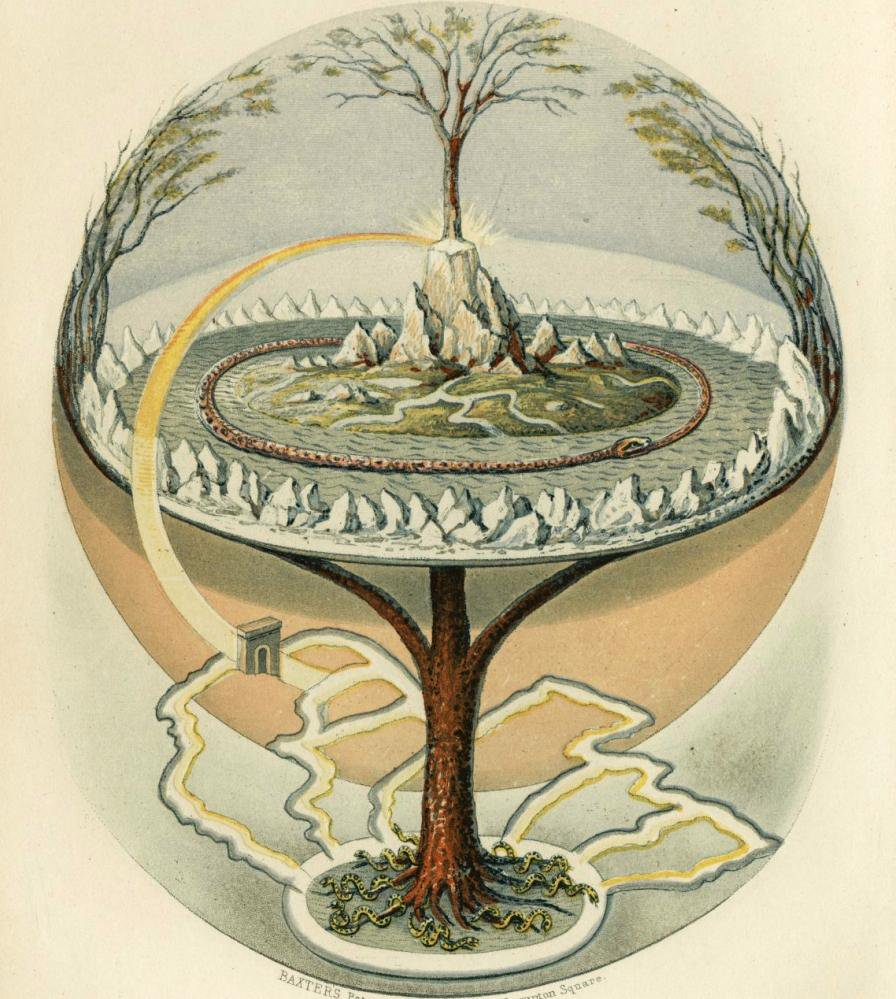
世界之树

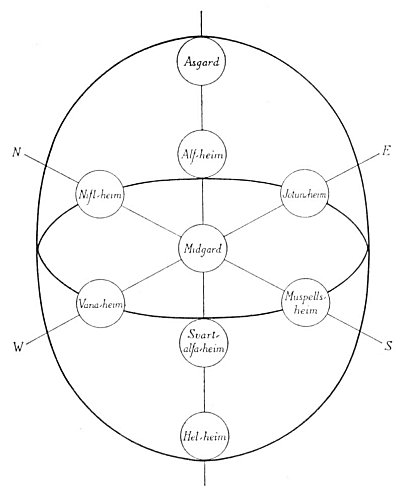
北歐神話九個世界

世界之树，或音译为伊格德拉希尔，是北欧神话的世界树，其枝叶连接了9个世界，树本身从上至下，栖息了不同的生物。在最后诸神黄昏的时候，树被芬里尔或史尔特尔的火炎吞噬。又稱為「宇宙樹」或「乾坤樹」，在北歐神話和芬兰神话中，這個巨木的枝幹構成了整個世界。
其音譯名為「尤克特拉希爾」。所謂「尤克」表示令人害怕之意，而「特拉希爾」是指馬，因此組合起來就是「奧丁的馬」。其由來是因為奧丁曾經把自己吊在樹上，並用長槍—昆古尼爾刺傷自己，因而發現了盧恩字母。奧丁將此舉說是「騎馬」，世界之樹因此有了尤克特拉希爾之名。

## 九个世界
此樹的樹種是白蠟樹（Fraxinus），高達天際。於此樹上衍生有九個王國：
- 或中庭（英語：或）：人類居住的世界。
- 阿斯加特（英語：或，或）：阿薩神族的國度，位在天上太陽與月亮中間，與人類世界可經由彩虹桥（Bifröst）相通，位於世界之樹最上層。
- 海姆冥界（或）：亡灵之國，位於世界之樹最下層。
- 尼福爾海姆（Niflheim）：迷霧之國，冰天雪地的國度，病死及老死者的歸宿，位於北方。
- 穆斯貝爾海姆（Muspellheim）：火之國，位於南方。
- ：巨人之國，位於東方。
- 華納海姆（Vanaheim）：華納神族（Vanir）的國度，位於西方。
- 亞爾夫海姆（Álfheim）：光精靈（ljósálfar或hvítálfar）的國度，位於人類世界跟阿斯加特之間。
- 尼德威阿爾（Niðavellir）或斯瓦塔爾法海姆（Svartalfheim）：黑暗精靈（dökkálfar或svartálfar）或侏儒(dwarf)的國度，位於人類世界跟冥界之間。

其下有三根粗大的根：
- 第一根樹根深入阿斯嘉特（Asgard），根下有兀兒德之泉（Well of Urd），每日諸神會聚在泉水旁邊開會討論。此外還住著的諾倫三女神，亦即掌管命運的女神。
- 第二根樹根深入·（Jötunheim）─巨人的居所，其根下有密米爾之泉（Mimir），是智慧與知識之泉，由密米爾所有。
- 第三根樹根深入尼福爾海姆（Niflheim）─霧之國，其樹根下有泉赫瓦格密爾（Hvergelmir）和一條不斷啃食樹根的邪龍「尼德霍格」（Nidhogg）。牠不停地咬著樹根，直到有一天當牠終能咬斷這株樹，諸神的黃昏（Ragnarok）就會來臨。

## 大眾文化
- 在《聖鬥士星矢-黃金魂》中,也以北歐神話及世界樹為背景。
- 線上遊戲《楓之谷》中的世界樹為三大超越者之一，生命的超越者愛麗西亞，為恢復與黑魔法師對決時消耗的力量而在露塔必思恢復體力，醒來後卻發現黑魔法師的軍團長戴米安打破結界闖入並反被封印(露塔必思劇情)；黑魔法師手下軍團長戴米安進攻世界樹，世界樹力量因而被吞噬，玩家們擊敗軍團長後，愛麗西亞把自身的力量分散出去修復被破壞的楓之谷世界(楓葉英雄劇情)。
- 線上遊戲《仙境傳說》（RO）中的天地樹相關地圖及道具天地樹葉子、天地樹芽、天地樹果實。
- 在《洛克人零系列》，Neo Arcadia中心的高度設防地點命名為世界樹，100年前的洛克人X在那以自身為代價封印黑暗精靈。而傑洛於洛克人零2最後的世界樹頂部與破壞了X的身体、釋放了黑暗精靈並與其兩隻幼兒精靈合體的艾爾畢斯決戰。
- 在《数码宝贝系列》中，世界樹（伊古德拉希爾）是數碼世界的主计算机，被稱為數碼世界之神。
- 在《幸運女神》中，是存在於天上界的大型樹木，被設定成一種大型的電腦主機，終端與女神連接。
- 在《刀剑神域》中，其中一个VRMMO——《ALfheim Online》以亞爾夫海姆為背景，世界中間有棵世界樹，其下有三根粗大的根。玩家可以在九個種族（不包括光之精靈）中選擇一種。最終目標是登上世界樹樹頂，轉生成光之精靈，在天際翱翔（實際世界樹樹頂是腦部試驗的試驗地點，玩家在正常情況下不能進入）。
- 在《勇者鬥惡龍》系列中，世界樹葉（世界樹の葉）具有復活死者的功效，世界樹的汁液（世界樹の雫）等延伸物也各有強大的功能。
- 在《蘿黛的後宮玩具》中，擁有心型葉片的世界樹具有連結各個世界的功能。
- 在《魔獸爭霸》與《魔獸世界》遊戲中，為夜精靈守護的魔法泉源永恆之井一種型態，分別位在海爾加山之巔和達納蘇斯，被邪神薩格拉斯覬覦的無限能量。
- 在迷宮類型角色扮演遊戲《世界樹迷宮》系列直接以世界樹為背景。
- 在《假面騎士鎧武》中，治理著城市的企業即取名為世界樹，主要目的是研究海姆冥界之森。
- 在《約會大作戰》中，拉塔托斯克的空中舰艇佛拉克西纳斯之名取自世界树树种。
- 在《銃皇無盡的法夫納》中，為人類對綠龍的命名，繁體中文版之名亦取自其音譯，能力是「全知迴路」。
- 在《OVERLORD (小說)》中，為一款席捲遊戲界的網路遊戲「YGGDRASIL(世界樹)」，和當時的其他DMMORPG相比，是「玩家自由度異常寬廣」的遊戲。共有阿斯嘉特、亞爾夫海爾、華納海爾、尼達維勒、米德加爾特、約頓海姆、尼福爾海姆、赫爾海姆、穆斯貝爾海姆等九個不同世界。
- 在《爆肝工程師的異世界狂想曲》中，世界樹是眾多精靈氏族們的中心，此世界觀的世界樹們並不只有一株，其枝葉沿伸到宇宙中，也是魔力起源魔素的來源。
- 在《怪物彈珠》中的彈珠，五星尤克特拉希爾，進化六星世界樹神 尤特克拉希爾及神化六星宇宙樹神 尤克特拉希爾，獸神化六星祈求安寧的世界樹神 尤克特拉希爾。
- 在《戰鬥陀螺爆裂世代》當中的南翠游梧所使用的陀螺即是世界樹。
- 在《幻想的交響曲》中，世界樹是構成整個世界的存在。
- 在《龙族(小说)》中，世界樹疑是主角路明非的真实身份。
- 在《艾爾登法環》中，世界樹將恩惠賜給世界大部分的居民。
- 在《異度神劍2》中，人類曾在世界樹上與創世神共同生活。人類把這個世界稱為「樂園」。
- 在《洛基 (電視劇)》中，洛基利用自己的魔法拯救並支撐即將崩壞的時間分支線，以他為中心延伸成千上萬條時間軸構築出世界樹的形狀。
- 在《查理九世》（《墨多多谜境冒险》）中，不死国的生命树——尤加特拉希，巨大的树枝蔓延开来，环绕着海龟岛。它的枝叶如寄生体一般，深入人的大脑，在头颅中开出花朵，从而控制宿主的思想。通过这种方式，人的大脑与生命树融为一体，实现了所谓“不死”的神秘传说，树与人共同生存，思想被永恒地束缚在树的网络中。
- 在《原神》中，世界树是游戏剧情中“提瓦特大陆”的重要组成部分，存储着整个世界（提瓦特大陆）的知识和记忆。游戏中登场角色“大慈树王”的意识也与世界树紧密相连。